# Rhizotexis bauhiniarum
Rhizotexis bauhiniarum är en svampart som först beskrevs av Henn., och fick sitt nu gällande namn av Theiss. & Syd. 1917. Rhizotexis bauhiniarum ingår i släktet Rhizotexis och familjen Englerulaceae.   Inga underarter finns listade i Catalogue of Life.